# Лос Анхелес, Раул Руиз (Падиља)
Лос Анхелес, Раул Руиз (шп. Los Ángeles, Raúl Ruiz) насеље је у Мексику у савезној држави Тамаулипас у општини Падиља. Насеље се налази на надморској висини од 180 м.

## Становништво
Према подацима из 2005. године у насељу је живело 6 становника.

### Хронологија
| Година       | 2000 | 2005 |
| ------------ | ---- | ---- |
| Становништво | 4    | 6    |

### Попис
| # | Индикатор                        | Вредност |
| - | -------------------------------- | -------- |
| 1 | Укупно појединачних домаћинстава | 2        |